# Бенеке, Эрнст Вильгельм
Эрнст Вильгельм Бенеке (нем. Ernst Wilhelm Benecke; 1838—1917) — немецкий геолог и палеонтолог.

## Биография
Эрнст Вильгельм Бенеке родился 16 марта 1838 года в столице Пруссии городе Берлине в семье учителя, имевшего частную репетиторскую практику.
Изучал геологию в Галльском, Вюрцбургском, Берлинском и Гейдельбергском университетах. После защиты диссертации работал под руководством Оппеля (в качестве ассистента) над палеонтологическими коллекциями в Мюнхенском университете и, помимо этого, неоднократно производил геологические исследования в южных Альпах.
В 1869 году Эрнст Вильгельм Бенеке назначен экстраординарным профессором в университет Гейдельберга, но уже три года спустя перешёл ординарным профессором в Страсбургский университет и вскоре после того назначен был членом комиссии для геологического исследования имперских земель. В этом университете учёный проработал до самой смерти.
Большая часть сочинений Бенеке касается южных Альп и южной Германии. Кроме того, он издал геологическую карту окрестностей Гейдельберга (в сотрудничестве с Когеном) и «Abris der Geologie von Elsass-Lothringen» (Страсбург, 1878). С 1879 наряду с Розенбушем и Клейном состоял соредактором «Neues Jahrbuch f ür Mineralogie».
Эрнст Вильгельм Бенеке скончался 6 марта 1917 года в городе Страсбурге.